# Blacus groenlandicus
Blacus groenlandicus är en stekelart som beskrevs av Van Achterberg 2006. Blacus groenlandicus ingår i släktet Blacus och familjen bracksteklar. Inga underarter finns listade.